# St. Michael (Rheinheim)

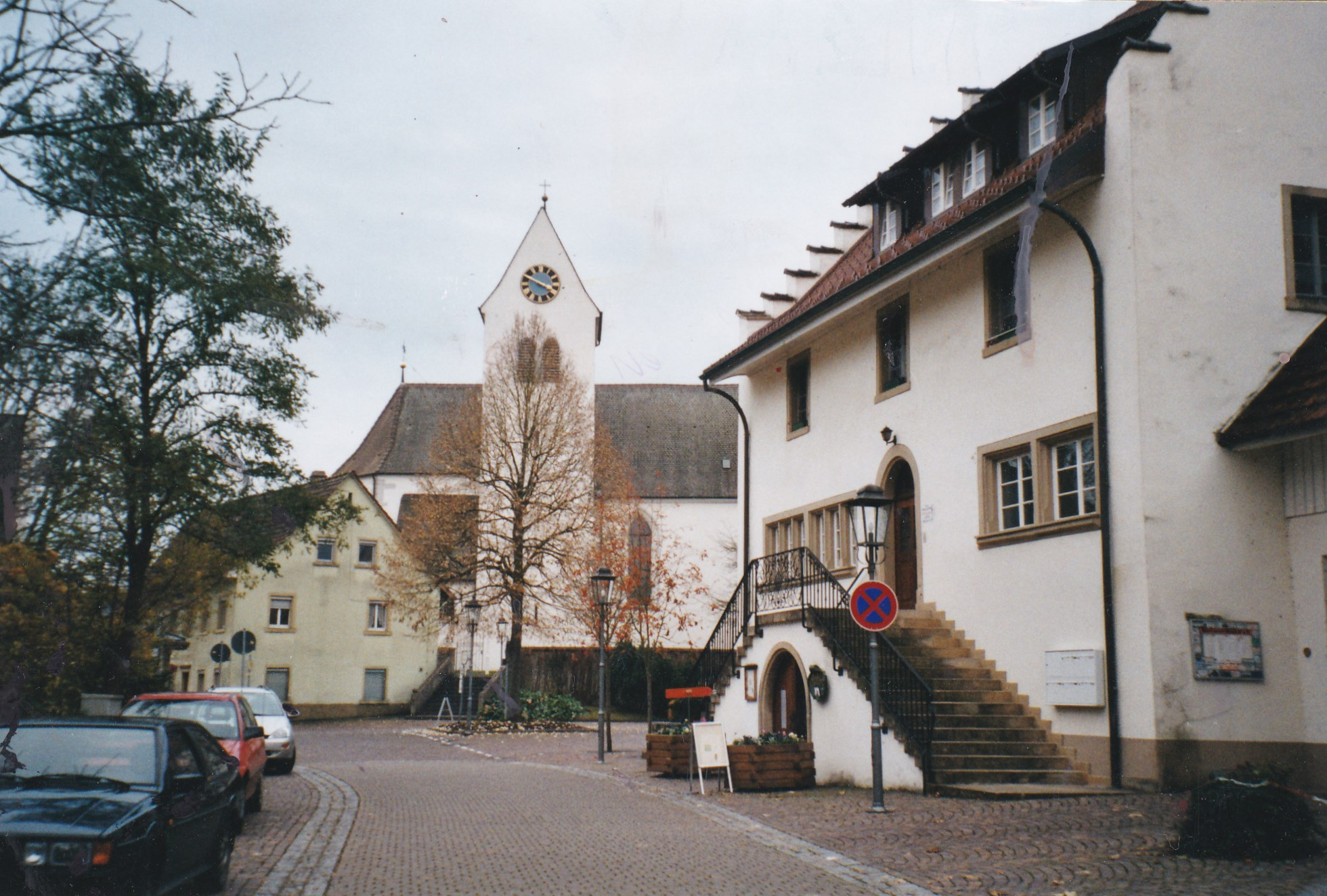
St. Michael in Rheinheim

Die römisch-katholische Pfarrkirche St. Michael steht in Rheinheim, einem Ortsteil der Gemeinde Küssaberg im Landkreis Waldshut in Baden-Württemberg. Die Kirchengemeinde gehört zum Dekanat Waldshut des Erzbistums Freiburg. Das Bauwerk ist beim Landesamt für Denkmalpflege Baden-Württemberg als Baudenkmal eingetragen.

## Beschreibung
Das Langhaus der Saalkirche wurde 1671 anstelle eines Vorgängerbaus aus dem 15./16. Jahrhundert errichtet. Der Chorflankenturm an der Nordwand des eingezogenen, dreiseitig geschlossenen Chors im Osten stammt aus dem 13./14. Jahrhundert. Das oberste Geschoss des Chorflankenturms beherbergt hinter den als Biforien gestalteten Klangarkaden den Glockenstuhl, in dem vier Kirchenglocken hängen. In seinem Giebel unter dem quergestellten Satteldach befinden sich die Zifferblätter der Turmuhr.
Zur Kirchenausstattung gehört eine Kanzel von 1600, die ursprünglich im Kloster Rheinau stand. Die Orgel wurde von Konrad Albiez gebaut.